# Bettina Bock von Wülfingen
Bettina Bock von Wülfingen (kurz Bettina Wülfingen, * 1971) ist eine deutsche Kulturhistorikerin. Sie lehrt als Privatdozentin am Institut für Kulturwissenschaft der Humboldt-Universität zu Berlin und ist als freie Dozentin tätig.

## Leben
Bettina Bock von Wülfingen absolvierte ein Diplomstudium der Biologie, Philosophie und Politikwissenschaften in Regensburg, Córdoba/Argentinien und Bremen. 2006 wurde sie in Gesundheitswissenschaften mit der Dissertation Genetisierung der Zeugung promoviert. Als Postdoktorandin nahm sie am Graduiertenkolleg „Geschlecht als Wissenskategorie“ teil. 2012 habilitierte sie sich am Institut für Kulturwissenschaft der Humboldt-Universität zu Berlin mit einem wissenschaftstheoretischen und -historischen Projekt zur Entwicklung der Kleinfamilie, mit Blick auf Zeugung und Vererbung im Wechselspiel zwischen Naturwissenschaften und Recht vor 1900 und mit Wirkung bis heute. Von 2014 bis 2018 war sie als wissenschaftliche Mitarbeiterin am dortigen „Exzellenzcluster Bild Wissen Gestaltung“ tätig. 2021/2022 übernahm sie eine Vertretungsprofessur für Historische Wissenschaftsforschung an der Universität Bielefeld. Anschließend arbeitete sie als wissenschaftliche Mitarbeiterin am Institut für Kulturanthropologie/Europäische Ethnologie der Universität Münster.
Ihre Schwerpunkte liegen auf den Gebieten Wissensgeschichte, Wissenschaftsgeschichte, Körper- und Geschlechtergeschichte, mit einem Fokus auf der Wechselbeziehung von akademischem und populärem Verstehen von Körper, Geschlecht und Wissen bis in die Gegenwart.

## Forschungsaufenthalte
Zahlreiche längere Forschungsaufenthalte verbrachte Bock von Wülfingen an der University of York in Großbritannien (als Marie Curie Fellow 2004), an der University of San Francisco (2005), am Institute for Advanced Studies on Science, Technology and Society in Graz (2005/6), am BIOS der London School of Economics (2005), der McGill University Montreal (2016), der Harvard University (2017-2018) und am Science History Institute in Philadelphia (2018/19).

## Wissenschaftliche Leitungen und Ehrenämter
Bock von Wülfingen ist Vertrauensdozentin der Hans-Böckler Stiftung (seit 2014), Mitgründerin der Projektgruppe Queer Studies (2001 an der Universität Bremen) und des Zentrum Gender Studies der Universität Bremen (1998). Sie war Zweite Vorsitzende der Gesellschaft für Wissenschaftsgeschichte (2017/18, im Vorstand seit 2014) und Vorstandsmitglied der Gesellschaft für die Geschichte der Wissenschaft, Medizin, und Technik von 2017 bis 2023. Sie war Mitglied der Expertengruppe Diversity am Präsidium der Humboldt-Universität zu Berlin (2016-2018) und Co-Antragstellerin und Mitglied im Steering Committee der EU COST Action Bio-Objects and Their Boundaries (2010-2015).

## Schriften

### Monographien
- Verhüten – überflüssig. Mössingen-Talheim: Talheimer 2001, ISBN 3-89376-069-5.
- Genetisierung der Zeugung – Eine Diskurs und Metaphernanalyse Reproduktionsgenetischer Zukünfte. Bielefeld: transcript 2007, ISBN 3-89942-579-0.
- Economies and the Cell – Heredity and Conception Around 1900 and 2000 (Habilitationsschrift), Humboldt-Universität zu Berlin 2012, in Überarbeitung zur Publikation.
- Familie unter dem Mikroskop. Das Bürgerliche Gesetzbuch und die Eizelle 1870-1900, Göttingen: Wallstein 2021, ISBN 978-3-8353-3647-6.

### Herausgeberschaften
- (Hrsg. mit Stefan Borrmann, Thomas Ernst und Christian P. Guidehus): Wissenschaft und Macht. Münster: Westfälisches Dampfboot 2004, ISBN 978-3-89691-581-8.
- (Hrsg. mit Corinna Bath, Angelika Saupe, Jutta Weber): Materialität denken – Studien zur technologischen Verkörperung. Bielefeld: transcript 2005, ISBN  978-3-89942-336-5.
- (Hrsg. mit Ute Frietsch): Epistemologie und Differenz. Reproduktion in den Wissenschaften. Bielefeld: transcript 2010, ISBN 978-3-8376-1013-0.
- (Hrsg. mit Christina Brandt, Susanne Lettow und Florence Vienne): Temporalities of Reproduction. Interdisciplinary Research on the Role of Time in the Past and Present of Human Reproduction from 1750–2010, History and Philosophy of the Life Sciences 37, 1 (2015).
- (Hrsg.) Spuren. Erzeugung des Dagewesenen. Bildwelten des Wissens. Kunsthistorisches Jahrbuch für Bildkritik, Heft. 13, Berlin/Boston: De Gruyter, 2017, ISBN 978-3-11-047650-7.
- (Hrsg.) Traces: Generating What Was There. Berlin/New York: De Gruyter, 2017, ISBN 978-3-11-053478-8.
- (Hrsg.) Science in Color. Visualizing Achromatic Knowledge. Berlin/New York: De Gruyter, 2019, ISBN 978-3-11-060468-9.

### Artikel (Auswahl)
- Circulation of Coronavirus Images: Helping Social Distancing? In: Berichte zur Wissenschaftsgeschichte. Band 46, Nr. 2–3, 2023, S. 259–282 (Online-Version).
- Sehen und Gesehenwerden im universitären Raum: Vortragen und Gestikulieren als ungleiche Selbsttechnologien, in Lucht, Petra (Hg.): Politiken und Artefakte des Wissens. Berlin: De Gruyter 2023 (im Publikationsprozess bei De Gruyter).
- ’Big Interdisciplinarity‘: Unsettling Excellence, in Kastenhofer, Karen (Hg.): Communities. Sociology of the Sciences Yearbook, Berlin/Heidelberg: Springer 2021, 263-282, doi.org/10.1007/978-3-030-61728-8.
- Geschlechtliche Arbeitsteilung und die Kernfamilie – Ökonomie in Zeugung und Vererbung Ende des 19. Jahrhunderts, in González Athenas, Muriel; Schnicke, Falko (Hg.) Popularisierungen von Geschlechterwissen seit der Vormoderne. Historische Zeitschrift, Beiheft 79, 2020, 183-213, doi.org/10.1515/9783110695397-007.
- Metaphor and the Popularization of Contested Technologies, in Beger, Anke; Smith, Thomas (Hg.) How Metaphors Guide, Teach and Popularize Science. Series: Figurative Thought and Language. Amsterdam: John Benjamins Publisher, 2020, 113-139, doi.org/10.1075/ftl.6.04wul.
- The Periodic Tableau: Form and Colors in the First 100 Years, in Lykknes, Annette; van Tiggelen, Brigitte (Hg.) The Periodic system as an icon in chemistry and a typology of science. Special Issue in Centaurus, International Journal of the History of Science and its Cultural Aspects, (2019), 61, 4, 379-404, doi.org/10.1111/1600-0498.12248.
- Diagrammatic Traditions: Color in Metabolic Maps, in Bock von Wülfingen, Bettina (Hg.) Science in Color. Visualizing Achromatic Knowledge. Berlin/New York: De Gruyter 2019, 195-218.
- Germany Goes PGD: The Appeal to Women’s and Human Rights Discourse in the Paradigmatic Amendment to the German Embryo Protection Act, in Lie, Merete; Lykke, Nina (Hg.) Assisted Reproduction Across Borders: Feminist Perspectives on Normalizations, Disruptions and Transmissions. New York: Routledge 2017, 176-188.
- Beschriften, Wiederfinden und Reaktivieren: Die Rolle von Objektträgeretiketten im Auffindsystem am Beispiel von Alzheimers Auguste-D.-Präparaten, in Berichte zur Wissenschaftsgeschichte 40, 2017, 247-270, doi:10.1002/bewi.201701826.
- Einer Theorie Körper verleihen. Die Färbetechnik und die ‚Alleinherrschaft des Zellkerns‘ ab 1876, in Bock von Wülfingen, Bettina (Hg.): Spuren. Erzeugung des Dagewesenen, Bildwelten des Wissens. Kunsthistorisches Jahrbuch für Bildkritik, Bd. 13. Berlin/Boston: De Gruyter 2017, 57-65, doi:10.1515/9783110478389.
- Das Genom als Text: Die Schriftmetapher revisited, in metaphorik.de 26, 2016.
- Contested Change: How Germany Came to Allow PGD, in Reproductive Biomedicine & Society Journal (2016), 60-67, doi:10.1016/j.rbms.2016.11.002.
- Temporalities of Reproduction, introduction to special issue: Gemeinsam mit Brandt, Christina; Lettow, Susanne; Vienne, Florence, Temporalities of reproduction: practices and concepts from the eighteenth to the early twenty-first century. History and Philosophy of the Life Sciences 1, 2015, 1-16, doi:10.1007/s40656-015-0059-9.
- Bilder der Bewegung. Sexualität im Zellkern um 1900 und nach 2000, in Bredekamp, Horst; Schäffner, Wolfgang (Hg.): Haare hören – Strukturen wissen – Räume agieren. Berichte aus dem Interdisziplinären Labor Bild Wissen Gestaltung, Bielefeld: transcript 2015, 185-199, doi:10.14361/9783839432723-014.
- Observing temporal order in living processes: on the role of time in embryology on the cell level in the 1870s and post-2000, in History and Philosophy of the Life Sciences, 1, 2015, 87-104, doi:10.1007/s40656-014-0054-6.
- Freud’s »core of our being« between cytology and psychoanalysis, in Berichte zur Wissenschaftsgeschichte 3, 2013, 226–244, doi.org/10.1002/bewi.201301604.
- Leihmutter, in: Netzwerk Körper (Hg.): What Can a Body Do? Praktiken und Figurationen des Körpers in den Kulturwissenschaften. Frankfurt am Main, New York: Campus 2012, 166-171.
- The Fruit of Love: the German IVF-embryo turning from abject into Bio-object, in Niki Vermeulen, Sakari Tamminen und Andrew Webster (Hg.): Bio-objects: Life in the 21st Century, Aldershot: Ashgate 2012, 137-150.
- Virus, das, in: Christian Kassung; Jasmin Mersmann; Olaf B. Rader (Hg.): Zoologicon. Ein kulturhistorisches Wörterbuch der Tiere. München: Wilhelm Fink Verlag 2012, 416-420, doi.org/10.30965/9783846754542_062.
- Die Krise des Individuums und seine Heilung durch Vererbung, in Auga, Ulrike et al. (Hg.) Dämonen, Vamps und Hysterikerinnen. Bielefeld: transcript 2011, 131-144, DOI:10.14361/transcript.9783839415726.131.
- Wer fürchtet die Chimäre?, in Gerhardt, Volker; Lucas, Klaus; Stock, Günter (Hg., Berlin-Brandenburg Akademie der Wissenschaften) Evolution. Theorie, Formen und Konsequenzen eines Paradigmas in Natur, Technik und Kultur. Berlin: Akademie Verlag 2011, 243-254.
- Schöne Gene!, in Walther, Sigrid; Staupe, Gisela; Macho, Thomas (Hrsg.), Was ist schön?, Deutsches Hygiene Museum, Dresden: Wallstein Verlag 2010, 150-156.
- Is There a Turn to Systems Approaches in Life Sciences?, in European Molecular Biology Organisation (EMBO) Reports 10(Suppl.1), 2009, 37-42.